# Prizivanje 3: Kriv je sotona
Prizivanje 3: Kriv je sotona (eng. The Conjuring 3 ili The Conjuring: The Devil Made Me Do It), američki horor film iz 2021. godine redatelja Michaela Chavesa. Scenarij su napisali David Leslie Johnson-McGoldrick iz priče Johnson-McGoldrick i James Wana. The film serves as a sequel to The Conjuring (2013) and The Conjuring 2 (2016), and as the eighth installment in the Conjuring Universe. Patrick Wilson and Vera Farmiga reprise their roles as paranormal investigators and authors Ed and Lorraine Warren, with Ruairi O'Connor, Sarah Catherine Hook, and Julian Hilliard also starring. Wan and Peter Safran return to produce the film, which is based on the trial of Arne Cheyenne Johnson, a murder trial that took place in 1981 Connecticut, in addition to The Devil in Connecticut, a book about the trial written by Gerald Brittle. Ovo je nastavak na filmove Prizivanje (2013.) i Prizivanje 2 (2016.) te je ujedno i osmi dio u franšizi Prizivanje univerzum. 
Početni razvoj za treći film započeo je 2016. godine, premda je Wan izjavio da neće režirati još jedan film u seriji zbog preklapanja s drugim projektima. Safran je potvrdio da sljedeći film neće biti ukleti film. Do lipnja 2017. službeno je objavljeno da je u razvoju treći film, a David Leslie Johnson angažiran je za pisanje scenarija. Michael Chaves najavljen je kao redatelj filma, nakon što je prethodno režirao Prokletstvo tugujuće žene (2019.). Snimanje se odvijalo u Georgia, SAD u ljetu 2019.
Izvorno predviđen za izlazak u rujnu 2020., film je odgođen zbog pandemije COVID-19. Film je izašao u Sjedinjenim Državama 4. lipnja 2021., gdje je istovremeno imao i jednomesečno izdanje na streaming usluzi HBO Max. Film je zaradio 193 milijuna dolara u odnosu na proračun od 39 milijuna dolara i dobio je mješovite kritike kritičara, koji su hvalili izvedbe Wilsona i Farmige, ali kritizirali su scenarij i napominjali da je slabiji od prethodnih filmova u franšizi. 

## Radnja filma
Godine 1981. demonolozi Ed i Lorraine Warren dokumentiraju egzorcizam osmogodišnjeg Davida Glatzela, kojem su prisustvovali njegova obitelj, njegova sestra Debbie, njezin dečko Arne Johnson i otac Gordon u Brookfieldu u državi Connecticut. Tijekom egzorcizma, Arne poziva demona da uđe u njegovo tijelo umjesto u Davidovo. Ed je jedini primjetio to te ga je u tome trenutku zahvatio srčani udar te pada u komu. Ed je prebačen u bolnicu. 
Sljedećeg mjeseca Ed se budi u bolnici i otkriva Lorraine da je vidio kako je demon ušao u Arneovo tijelo. Šalje policiju u uzgajivačnicu u kojoj je stan Debbie i Arneja i gdje Debbie radi, upozoravajući ih da će se tamo dogoditi tragedija. Arne i Debbie vraćaju se u svoj stan. Nakon što se loše osjećao i vidio natprirodne vizije, Arne ubija svog stanodavca Bruna Saulsa pod utjecajem demonskog posjeda probivši ga 22 puta. Uz potporu Warrensa, njegov slučaj postaje prvo američko suđenje za ubojstvo koje zahtijeva obranu demonskog posjeda, što je rezultiralo početkom istrage o Davidovu izvornom posjedu. Warrenovi kasnije otkrivaju sotonsku kletvu koja se prenijela kroz vještičji totem i susreću se s Kastnerom, bivšim svećenikom koji se prethodno bavio Učenicima ramskog kulta. Kaže im da je okultist namjerno napustio totem, što je rezultiralo prokletstvom na Glatzelsima, uzrokujući posjed Davida.
Warrenovi putuju u Danvers u Massachusettsu kako bi istražili smrt Katie Lincoln, koja je također nožem izbo 22 puta. Detektivi su pronašli totem u kući Katieine djevojke Jessice, koja je nestala. Lorraine započinje viziju kako bi ponovno stvorila ubojstvo i otkriva da je Jessica ubola Katie pod utjecajem demonske opsjednutosti prije nego što je umrla s litice, što detektivima omogućuje da joj pronađu tijelo. Warrenovi putuju u pogrebnu kuću gdje počiva njezino tijelo, a Lorraine dodiruje leševu ruku kako bi lakše pronašla mjesto okultista. Lorraine, u viziji, putuje mračnim tunelom i svjedoči okultisti kako pokušava Arnea ubiti, ali zaustavlja je točno na vrijeme. Lorraine prijeti okultist, a ona kaže Edu da veza djeluje u oba smjera.
Warrenovi se vraćaju u svoju kuću u Connecticutu kako bi dodatno istražili. Ed nakratko gubi svijest i na njega je kasnije utjecao okultist da ubije Lorraine, ali ga je Drew na vrijeme zaustavio. Kasnije su pronašli totem u svojoj kući koja je bila skrivena unutar vaze s crnim ružama. Drew daje knjigu o stregerskom vještičarenju koje je pronašao Ed i kaže da "da bi se ukinulo prokletstvo, oltar u kojem djeluje okultist mora biti uništen." Kad shvate da je Katie pohađala obližnje sveučilište Fairfield, počinju pretpostavljati da okultist djeluje na tom području. Lorraine se vraća Kastneru po pomoć, a on otkriva da je odgojio kćer po imenu Isla, kršeći zahtjev za klerikalni celibat u Katoličkoj crkvi. Govori Lorraine da je tijekom njegova istraživanja rasla njezina fascinacija okultnim, kasnije postajući okultist. Kad okultist stigne, Kastner daje Lorraine pristup tunelima gdje je smjestila oltar. Okultist ga ubija. Ed ubrzo stiže i čekićem pronalazi put u tunele kroz zaključanu odvodnu rupu. Nakratko ga opsjeda okultist i pokušava ubiti Lorraine, ali ona mu prepričava vrijeme kad su se prvi put sreli, podsjećajući ga na svoju ljubav. Ed se osvijesti i uništava oltar, spašavajući sebe, Lorraine i Arnea. Okultist stiže na njezin slomljeni oltar, da bi ga ubio demon kojeg je pozvala nakon što nije uspjela dovršiti prokletstvo.
Ed smjesti šalicu s oltara u njihovu sobu predmeta, zajedno sa slikom Valak i lutkom Annabelle. Arne je osuđen za ubojstvo, ali na kraju je odslužio samo pet godina kazne nakon što se oženio Debbie dok je bio u zatvoru. Ed pokazuje Lorraine repliku sjenice koju su prvi put poljubili, a oni se ljube. 

## Glumci i uloge
- Patrick Wilson - Ed Warren, istraživač paranormalnih pojava i egzorcist
- Vera Farmiga - Lorraine Warren, Edova supruga, istraživačica paranormalnih pojava i medij
- Ruairi O'Connor - Arne Cheyenne Johnson
- Sarah Catherine Hook - Debbie Glatzel
- Julian Hilliard - David Glatzel
- John Noble - Svećenik Kastner
- Eugenie Bondurant - Isla the Occultist
- Shannon Kook - Drew Thomas
- Ronnie Gene Blevins - Bruno Sauls
- Keith Arthur Bolden - Načelnik Clay
- Steve Coulter - Svećenik Gordon
- Vince Pisani - Svećenik Newman
- Ingrid Bisu - Jessica Louise Strong
- Andrea Andrade - Katie Lincoln
- Ashley LeConte Campbell - Meryl
- Sterling Jerins - Judy Warren
- Paul Wilson - Carl Glatzel
- Charlene Amoia - Judy Glatzel
- Davis Osborne - Pacijent u ambulanti
- Mark Rowe - Načelnik Thomas
- Kaleka - Sudac Foreman
- Stella Doyle - Kupac životinja

## Produkcija

### Razvoj
U lipnju 2017. objavljeno je da je u fazi izrada trećeg filma u serijalu, a za pisanje scenarija angažiran je koscenarist drugog filma David Leslie Johnson-McGoldrick. U listopadu 2018. je objavljeno kako je film u režiji Michael Chaves, a dva mjeseca kasnije je potvrđeno kako se Wilson and Farmiga vraćaju glumiti u ulogama Warrena. U svibnju 2019. otkriveno je da je James Wan zajedno s Davidom Lesliejem Johnsonom-McGoldrickom napisao priču.

### Snimanje
Snimanje je započelo 3. lipnja 2019. u Atlanti u državici Georgia, SAD. 15. kolovoza 2019. Farmiga je objavila da je završila snimanje svojih scena. Dodatno fotografiranje u početku je bilo zakazano za travanj 2020., ali je odgođeno zbog pandemije COVID-19. Tijekom ponovnih snimanja Chaves je odlučio ukloniti demonskog antagonista, kojeg je glumio Davis Osbourne. Lik je trebao raditi s Okultistom, ali Chaves je vjerovao da to "jednostavno nije baš povezano", te je umjesto toga Osbourneu dao ulogu ambulante. 

## Zarada
Od 22. srpnja 2021. Prizivanje 3: Kriv je sotona zaradio je 64,8 milijuna dolara u Sjedinjenim Državama i Kanadi te 129,1 milijun dolara na drugim teritorijima, što je ukupno 193,9 milijuna dolara u svijetu. 

## Vanjske poveznice
- Službena stranica[neaktivna poveznica] (engl.)
- Prizivanje 3 - imdb.com (engl.)
- Prizivanje 3 - boxofficemojo.com (engl.)
- Prizivanje 3 - rottentomatoes.com (engl.)